# Долинин, Алексей Петрович
Алексей Петрович Долинин (1921 — 2012) — советский военный деятель, организатор испытаний в области ракетно-космической техники, участник создания и запуска первого в мире искусственного спутника Земли (1957), участник осуществление первого в мире полёта космического корабля Восток-1 с человеком на борту (1961), инженер-полковник (1961). Заместитель начальника НИИП-5 МО СССР по опытно-конструкторским работам и испытаниям. Лауреат Ленинской премии (1966).

## Биография
Родился 1 февраля 1921 года на хуторе Чернятино, Ярославской области.

### Начало службы и участие в Великой Отечественной войне
В 1939 году призван в ряды РККА и направлен для обучения в Третье Ленинградское артиллерийское училище. С 1941 года после окончания училища служил в Первом миномётно-артиллерийском училище в должности командира взвода. С 1942 года участник Великой Отечественной войны в составе 432-го дивизиона 311-го гвардейского миномётного полка в должности командира батареи. С 1944 года служил в составе 6-го гвардейского миномётного полка в должностях помощника начальника штаба и начальника штаба этого полка. Воевал на Сталинградском, Брянском, Центральном, 1-м, 2-м и 3-м Белорусском фронтах.

### Послевоенная служба
С 1945 года служил в Особом военном округе в составе 6-го гвардейского миномётного полка 36-го гвардейского стрелкового корпуса 11-й армии в должностях: заместителя командира дивизиона по строевой части, начальника школы сержантского состава и начальником штаба дивизиона. С 1948 по 1949 год служил в 133-м отдельном гвардейском миномётном дивизионе в должности командира учебной батареи.
С 1949 по 1955 год обучался на факультете реактивного вооружения Военной артиллерийской инженерной академии имени Ф. Э. Дзержинского.

### ВНИИП-5 МО СССРи участие в Космической программе
С 1955 по 1969 год на научно-исследовательской работе в 5-м Научно-исследовательском испытательном полигоне Министерства обороны СССР (космодром Байконур) в должностях: с 1955 по 1959 год — руководитель 2-й группы 11-го отдела комплексных испытаний двухступенчатой межконтинентальной баллистической ракеты «Р-7» созданной в ОКБ-1 под руководством С. П. Королёва, с 1959 по 1960 год — заместитель начальника этого отдела. С 1960 по 1961 год — начальник 25-го отдела подготовки и испытаний двигательных установок Управления опытных испытательных работ. 4 марта 1961 года Приказом МО СССР А. П. Долинину было присвоено воинское звание инженер-полковник. С 1961 по 1962 год — начальник 31-го отдела 1-го управления испытаний ракет на низкокипящих окислителях. С 1962 по 1964 год — заместитель начальника 1-го испытательного управления. С 1964 года — заместитель начальника НИИП-5 МО СССР по научным опытно-испытательным работам и с 1965 по 1969 год — по испытаниям, одновременно с 1967 года являлся членом Научно-технического комитета РВСН СССР.
А. П. Долинин внёс весомый вклад в проведении испытаний и пусков первого в мире искусственного спутника Земли — Спутник-1 и последующих искусственных спутников Земли, он участвовал в проведении испытаний и пусков первого пилотируемого космического корабля «Восток-1» с Ю. А. Гагариным на борту и последующих космических кораблей серии «Восток», был участником создания пилотируемых космических кораблей серии «Восход» — «Восход-1» и «Восход-2» и проведения их полётов с выходом человека в космическое пространство.
21 декабря 1957 года «закрытым» Указом Президиума Верховного Совета СССР «За создание и запуск первого в мире искусственного спутника Земли» А. П. Долинин был награждён орденом Красной Звезды.
17 июня 1961 года «закрытым» Указом Президиума Верховного Совета СССР «За успешное выполнение специального задания Советского Правительства по созданию образцов ракетной техники, космического корабля спутника "Восток" и осуществление первого в мире полёта этого корабля с человеком на борту» А. П. Долинин был награждён орденом Ленина.
21 апреля 1966 года Постановлением ЦК КПСС и СМ СССР «За создание многоместных кораблей "Восход-1" и "Восход-2" и проведение их полётов с выходом человека в космическое пространство из корабля "Восход-2» А. П. Долинин был удостоен Ленинской премии.

### ВМОМ СССР
С 1969 по 1973 год работал в центральном аппарате Министерства общего машиностроения СССР в должности заместителя начальника 7-го главного управления, А. П. Долинин занимался наблюдением за организацией работ в области создания ракет-носителей и космических аппаратов.

### ВЦКБМаши участие в создании ракетно-космической техники
С 1973 по 1995 год на научно-исследовательской работе в Центральном конструкторском бюро машиностроения под руководством В. Н. Челомея в должности ведущего инженера.
А. П. Долинин в составе конструкторского бюро занимался работами в области проектирования трёх и четырёх ступенчатого варианта ракеты-носителя тяжёлого класса «Протон», предназначенная для выведения автоматических космических аппаратов на орбиту Земли и далее в космическое пространство, был участником советской лунной программы занимаясь предварительными работами по созданию пилотируемых космических кораблей для исследования Луны, был участником создания серии военных орбитальных пилотируемых станций серии «Алмаз» являющейся долговременной орбитальной станцией для эксплуатации космических станций «Салют-3» и  «Салют-5».

### Смерть
Скончался 18 сентября 2012 года в Балабаново, похоронен на Городском кладбище.

## Награды
- Орден Ленина (17.06.1961)
- два Ордена Отечественной войны II степени (19.12.1943, 11.03.1985)
- четыре Ордена Красной Звезды (15.03.1944, 05.11.1954, 21.12.1957, 24.11.1966)
- Медаль «За боевые заслуги» (15.11.1950)
- Медаль «За победу над Германией в Великой Отечественной войне 1941—1945 гг.» (09.05.1945)
- Медаль «За оборону Сталинграда» (22.12.1942)
- Медаль «За взятие Кёнигсберга» (09.06.1945)

### Премии
- Ленинская премия (21.04.1966)[1][2][3]